# Григорьев-Савушкин, Павел Григорьевич
Павел Григорьевич Григорьев-Савушкин (12 ноября 1916 или 12 [25] ноября 1916, Валдайский уезд, Новгородская губерния — 23 марта 2000 или 23 марта 1990, Чебоксары) — советский живописец, график, художник-оформитель, заслуженный художник Чувашской АССР, лауреат Государственной премии Чувашии им. К. В. Иванова, народный художник Чувашской АССР. Работал преподавателем и завучем Чебоксарского художественного училища. Участник всероссийских, зональных и республиканских выставок.

## До рождения
Родился 12 ноября 1916 года в деревне Малые Гвоздки в семье валдайских крестьян из рода Савушкиных, был третьим сыном в семье Григория Иванова (1887—1937), вынужденного рано взять хозяйство на себя после смерти отца Ивана Дмитриевича Савушкина (ум. 1903). Мать Устинья Федоровна из д. Никитеревец рано осиротела и была взята на воспитание тётей. После свадьбы Григорий работал на стройках. За прилежную работу его пригласили в Петроградское товарищество «Железобетон» и поручили работу десятника на строительстве мостов через реки. Родился третий сын Павел, крещёный в Наволокской церкви. После революции отец принял активное участие в решении насущных проблем в деревне, его выбрали председателем Комитета бедноты.

## Биография
Обучался в Ленинградском художественно-педагогическом училище (1932—1936); на подготовительных курсах при Академии Художеств (1937—1941). Работал преподавателем Чебоксарского художественного училища (1946—1976). Член Союза Художников с 1961 г.

## Творчество
Павел Григорьев-Савушкин является одним из значимых портретистов национального изобразительного искусства. Он создал самую большую галерею графических и живописных портретов выдающихся деятелей литературы, искусства и науки Чувашии. Григорьеву-Савушкину, как члену творческой бригады «Сельские Зори», принадлежит немалая роль в создании 92-портретной Янгорчинской галереи ветеранов Гражданской и Отечественной войн. Эта работа художника была отмечена Государственной премией им. Константина Иванова.
Павла Григорьева-Савушкина называют мастером портрета.
Одними из известных ранних работ художника стали портреты «Крановщица» (1955 г.), где он изобразил свою сверстницу — девушку-чувашку, и «Маляр О. Федорова» (1963 г.). Последний был представлен вместе с произведениями известнейших художников СССР на всесоюзных выставках, а затем в течение нескольких лет участвовал на международных.
Этапными в творчестве художника следует назвать портреты «М. С. Спиридонова», «А. Н. Львовой, учительницы из Мусермы».
С 1960-х годов художником создавалась удивительная графическая серия — портретная галерея деятелей литературы, искусства, науки, в которой наиболее сложны и интересны по глубине характеров портреты Петра Хузангая и Якова Ухсая. Поражает виртуозность технического мастерства художника, его понимание и «чувстование» человека.
С начала 1970-х годов Павел Григорьев-Савушкин — член творческой бригады художников «Сельские зори», которая за серию произведений, выполненных в колхозе «Янгорчино» Вурнарского района Чувашии, была отмечена Государственной премией Чувашской Республики им. К. Иванова.
С «янгорчинской» тематикой связано немало портретных произведений и тематических полотен художника. Он является одним из создателей 92-хпортретной галереи ветеранов гражданской и отечественной войн Янгорчинского музея, где особое место занимает картина Павла Григорьева-Савушкина «Семья Шашковых в день победы».
На «Первой выставке портрета» и на второй «Портрет, портрет…», проходивших в музее в 1976 и 1989 годах, Павел Григорьев-Савушкин по количеству портретных произведений, принадлежащих его кисти и перу, занимал первое место.
Пожалуй, вершиной в творчестве художника и одним из ярчайших достижений портретной живописи нашего национального искусства можно назвать «Портрет народной артистки СССР Веры Кузьминой». В картине отображена вся гамма человеческих чувств и внутренних переживаний. Внутренняя значимость и экспрессия, цельность пластического решения, пафос утверждения Человека, вера в нравственную красоту и духовные силы — всё это ставит портрет в ряд наиболее ценных произведений художника.

## Комментарии
1. ↑  Деревня Малые Гвоздки[2] относилась к Ивантеевской волости Валдайского уезда; ныне — Гвоздки в Валдайском районе Новгородской области[3].

## Награды
Государственная премия Чувашской АССР им. К. В. Иванова